# Шокотов, Сергей Николаевич
Сергей Николаевич Шокотов (24 ноября 1913 — 25 декабря 1983) — советский военнослужащий, участник Великой Отечественной войны, полный кавалер ордена Славы, разведчик 107-й отдельной разведывательной роты 186-й стрелковой дивизии 3-й армии Белорусского фронта 65-й армии 1-го Белорусского фронта, ефрейтор.

## Биография
Родился 24 ноября 1913 года в городе Старобельске ныне Луганской области Украины. Работал кузнецом на Старобельском ремонтно-механическом заводе.
В Красной Армии с 1941 года. Участник Великой Отечественной войны с августа 1941 года. Сражался на Белорусском и 1-м Белорусском фронтах. Принимал участие в освобождении Белоруссии и Польши.
9 декабря 1943 года за мужество и отвагу, проявленные в боях ефрейтор Шокотов Сергей Николаевич награждён орденом Славы 3-й степени.
24 июня 1944 года провёл разведывательную группу в тыл врага. 29 июня 1944 года в тылу противника уничтожил 3 противников и захватил их документы. 15 июля 1944 года за мужество и отвагу, проявленные в боях ефрейтор Шокотов Сергей Николаевич награждён орденом Славы 2-й степени.
4 сентября 1944 года с двумя разведчиками забросал гранатами пулемёт и 8 врагов. В числе первых преодолел реку Нарев, ворвался во вражескую траншею. Указом Президиума Верховного Совета СССР от 24 марта 1945 года за образцовое выполнение заданий командования ефрейтор Шокотов Сергей Николаевич награждён орденом Славы 1-й степени, став полным кавалером ордена Славы.
В 1945 году демобилизован из Вооруженных Сил СССР. Вернулся на родину. Скончался 25 декабря 1983 года.